# محمد الصالح دمبري
محمد صالح دمبري (30 يناير 1938 -2 يناير 2020) وزير وسياسي ودبلوماسي جزائري، تقلّد عدة مناصب خلال حياته، من 1979 إلى 1982 أمينا عاما لوزارة الشؤون الخارجية، وشغل منصب أمين عام لوزارة الشؤون الاجتماعية في الفترة  الممتدة من 1990 إلى 1992، ووزير الشؤون الخارجية من سنة 1993 إلى 1995، كما شغل منصب سفير لدى عدة دول منها كندا، اليونان والفاتيكان. المملكة المتحدة وأيرلندا منذ 2005.

## الوظائف
- 1979 إلى 1982 : أمين عام لوزارة الشؤون الخارجية
- 1990 إلى 1992 : أمين عام لوزارة الشؤون الاجتماعية.
- 1993 إلى 1995 : وزير الشؤون الخارجية
- سفير لدى كندا والمملكة المتحدة وأيرلندا واليونان والفاتيكان

## وفاته
أُعلِن يوم 2 يناير 2020، عن وفاة محمد الصالح دمبري، عن عمر ناهز 81 عامًا إثر مرض عضال.

## وصلات خارجية
- (بالإنجليزية) الموقع الرسمي لسفارة الجزائر في المملكة المتحدة.